# Magasinier des bibliothèques
Un magasinier des bibliothèques est un agent de la fonction publique ou de la fonction publique territoriale, de catégorie C, dont les principales fonctions sont l'accueil du public, la conservation et la mise à disposition des collections auprès des lecteurs, l'équipement et l'entretien matériel des collections. En 2016, les magasiniers représentaient 37,4% des personnels de bibliothèques, soit la catégorie la plus répandue. Il existe toutefois d'autres personnels de catégorie C travaillant également en bibliothèque.

## Historique
Le décret no 67-577 du 10 juillet 1965 crée deux corps : les gardiens des bibliothèques, de catégorie D, et les magasiniers des bibliothèques, de catégorie C. Le corps des gardiens ne comportait qu’un seul grade qui fut intégré dans le corps des magasiniers par le décret 2003-977 du 9 octobre 2003. Le corps des magasiniers des bibliothèques d’État est régi par le décret no 88-646 du 6 mai 1988, relatif aux dispositions statutaires applicables au corps des magasiniers des bibliothèques. Il est dit à « vocation ministérielle », c'est-à-dire qu'il relève du Ministère de l'enseignement supérieur mais aussi du Ministère de la Culture ou d'autres départements ministériels.

## Cadre d’exercice et missions des magasiniers

### En bibliothèque universitaire
Dans les bibliothèques universitaires, les missions dévolues aux magasiniers sont de plusieurs ordres : elles concernent les collections, les services au public, l'informatique documentaire, ainsi que la coopération à l'échelle de l'ensemble des autres bibliothèques universitaires. Les magasiniers principaux et, à titre exceptionnel, les magasiniers peuvent être responsables d’une équipe de magasiniers. Dans cette situation, ils organisent le travail de l’équipe; ils participent à l’exécution des tâches qui sont confiées aux membres de l’équipe et en suivent la réalisation.

#### Les collections
Le magasinier des bibliothèques est chargé, pour les collections, des modes d'accroissement, du traitement matériel des documents, de la conservation des collections (par le biais du désherbage et de la vérification des conditions de conservation selon les différents supports), du conditionnement des ouvrages en magasin, de la reliure et de menues réparations.

#### Les services au public
Le magasinier des bibliothèques effectue plusieurs heures de service au public, variable selon les établissements, qui regroupe l'accueil et l'information des usagers, la communication et le prêt de documents. Il s'assure également de la sécurité des locaux et des collections.

#### L'informatique documentaire
Le magasinier des bibliothèques est également amené à traiter, lors du circuit du livre, les informations dans le Système Intégré de Gestion des Bibliothèques (SIGB). De même, il peut renseigner les usagers dans leurs recherches documentaires, c'est-à-dire pour trouver des ouvrages, des ressources électroniques, etc.

### En bibliothèque municipale
En bibliothèque municipale, ce sont des adjoints du patrimoine de 2e classe qui peuvent occuper un emploi, soit de magasinier des bibliothèques, soit de magasinier d'archives, soit de surveillant de musées et de monuments historiques, soit de surveillant des établissements d'enseignement culturel, soit de surveillant de parcs et jardins. Le présent cadre d’emplois comprend les grades d’adjoint territorial du patrimoine, d’adjoint territorial du patrimoine principal de 2e classe, et d’adjoint territorial du patrimoine principal de 1re classe.
Dans les établissements où ils sont affectés, ils sont chargés de la surveillance : ils veillent à la sécurité et à la protection des personnes, des biens meubles et immeubles et des locaux, en utilisant tous les moyens techniques mis à leur disposition. Ils assurent la surveillance des collections et le classement des ouvrages. Ils assurent les travaux administratifs courants. Lorsqu'ils sont affectés dans les bibliothèques, ils peuvent être chargés de fonctions d'aide à l'animation, d'accueil du public, notamment des enfants, et de la promotion de la lecture publique. Les adjoints territoriaux du patrimoine assurent le contrôle hiérarchique et technique sur les grades inférieurs du corps.

### En bibliothèque de la Ville de Paris
Dans les bibliothèques de la Ville de Paris, les adjoints d’accueil, de surveillance et de magasinage participent à la mise en place et au classement des collections et assurent leur équipement, leur entretien matériel, ainsi que celui des rayonnages. Ils accueillent le public, veillent à la sauvegarde et à la diffusion des documents ainsi qu’à la sécurité des personnes. Ils effectuent les tâches de manutention nécessaires à l’exécution du service.

### La filière ITRF
La filière des Ingénieurs et techniciens de recherche et de formation (ITRF) est répartie en plusieurs branches d'activité professionnelle dont la branche F (Culture, Communication, Production et diffusion des savoirs), à l'intérieur de laquelle les aides d'information documentaire et de collections patrimoniales sont des agents de catégorie C. Ces agents sont susceptibles de travailler aussi bien dans les bibliothèques qu'aux archives et dans les musées, où ils contribuent à l'accueil des utilisateurs, à la conservation et l'utilisation des collections de documents, d'objets ou de spécimens.
L’accès au corps des aides d'information documentaire et de collections patrimoniales est identique que pour les magasiniers, mais avec une seule épreuve d’admission. La phase d'admissibilité comporte une épreuve écrite basée sur le traitement de questions et la résolution de cas pratiques et d'exercices. Elle dure 2 heures et compte coefficient 3. La phase d'admission consiste en un entretien individuel avec le jury de vingt minutes, dont cinq minutes au maximum pour l'exposé du candidat. Elle est affectée du coefficient 5.

### Voies d’accès au corps de magasinier
Il existe plusieurs voies d'accès au métier de magasinier des bibliothèques. On en distingue quatre : le concours externe, le concours interne, les recrutements sans concours ainsi que les recrutements réservés.

#### Le concours externe
Le concours externe est accessible à toute personne titulaire du brevet des collèges ou d'un diplôme reconnu équivalent à ce que l'on nomme un niveau V, comme le CAP ou le BEP. Il comprend la rédaction, à partir de données communiquées au candidat, d'une note sur la résolution d'un problème pratique relatif à une situation à laquelle un magasinier des bibliothèques peut être confronté. Cette épreuve, d’une durée de 2 heures, est affectée d'un coefficient 3. Le concours externe comprend par ailleurs un questionnaire portant sur l'organisation et le fonctionnement des bibliothèques, l'informatique appliquée aux bibliothèques, la gestion, la communication et la conservation des collections. Cette seconde épreuve, d'une durée d'une heure, est affectée quant à elle d'un coefficient 2. Viennent ensuite deux épreuves d’admission : d’abord une série d’opérations de classement de vingt minutes, de coefficient 1 ; puis un entretien de 20 minutes avec le jury, permettant d'apprécier les connaissances du candidat et son aptitude à exercer les fonctions de magasinier, de coefficient 4.

#### Le concours interne
Le concours interne est ouvert aux fonctionnaires et aux agents publics qui comptabilisent au moins un an de service public. Ce sont les mêmes épreuves que pour le concours externe.

#### Le recrutement sans concours
Ce recrutement s’effectue par la voie de commissions de sélection sur dossier comprenant une lettre de candidature et un curriculum vitae détaillé indiquant le niveau d’études, le contenu et la durée des formations suivies et des emplois occupés.

### Grades et évolutions de carrière
Il existe plusieurs grades de magasinier : magasinier de 2e classe, magasinier de 1re classe, magasinier principal de 2e classe et magasinier principal de 1re classe. Seul le grade de magasinier principal 2e classe est accessible par concours, tandis que l’accès au grade de magasinier principal de 1re classe est possible uniquement par promotion interne.
Un magasinier peut devenir bibliothécaire assistant spécialisé par promotion interne.